# Chris Masters
Christopher Todd Mordetzky (Santa Mônica, 8 de janeiro de 1983) é um lutador de wrestling profissional estadunidense mais conhecido por seu trabalho na WWE, onde lutou sob o nome de Chris Masters.

## Carreira

### Início
Mordetzky começou a treinar wrestling profissional aos 16 anos na Ultimate Pro Wrestling. Ele treinou por um ano, quando sofreu uma lesão, o que o afastou por três meses. Durante esse tempo, Mordetzky soube que a WWE estava recrutando talentos da UPW. Ele deixou a carreira por três anos, durante os quais conseguiu um físico que impressionasse a World Wrestling Entertainment. A WWE lhe ofereceu um contrato em 2003, o mandando para o território de desenvolvimento, Ohio Valley Wrestling (OVW). Quando Mordetzky foi chamado para o elenco principal, WWE exibiu diversos vídeos promocionais o chamado de The Masterpiece ("A Obra-Prima"), devido a seu corpo. Mordetzky credita Matt Morgan pela criação do personagem e diz que Vince McMahon o encorajou a imitar o lutador Paul Orndorff.

### World Wrestling Entertainment (2005–2007)

#### Raw; Master Lock Challenge (2005)
"The Masterpiece" Chris Masters estreou no Raw como um vilão, atraindo a atenção do público com seu físico de fisioculturista enquanto fazia poses em sua entrada. Em 21 de fevereiro de 2005, no Raw, Masters desafiou e derrotou o Campeão da WWE John Cena em uma queda de braço. Sua primeira luta foi contra Stevie Richards, durante a qual Masters quebrou o nariz de Richards ao aplicar um Polish Hammer. O Polish Hammer continuou a ser usado como um movimento comum de Masters, mas apenas podendo aplicá-lo contra o peito dos oponentes.
Masters passou a afirmar que ninguém podia escapar de sua versão do movimento de submissão full nelson, o Master Lock, começando uma série de desafios conhecidos como "Master Lock Challenges" ("Desafios do Master Lock"). Assim, Masters conseguiu o maior número de vitórias por submissões ao full nelson na história da WWE, quebrando o recorde de Kurt Angle. Originalmente ele iria à platéia, escolhendo fãs plantados pela WWE e dando $1000 para quem conseguisse se libertar do movimento de submissão. No Backlash, ele derrotou Melissa Coates em um Master Lock Challenge. No entanto, os desafios foram criticados, já que o desafiante deveria se sentar em uma cadeira, onde Masters aplicaria o golpe. Então, o desafiante deveria se levantar para começar, por fim, o desafio. O árbitro acabaria os desafios em poucos segundos, declarando Masters o campeão, com o desafiante desistindo ou desmaiando. Se Masters soltasse o movimento, também seria declarado vencedor. Chris começo diversas rivalidades com lutadores de menor reconhecimento, como Val Venis e Sgt. Slaughter, ambos falharam ao tentar quebrar o Master Lock. Usando táticas vilanescas, Masters atacava os oponentes antes das lutas e trapaceava durante a mesma. Após derrotar Rosey, de 200 quilos, Masters declarou que não importava o tamanho dos oponentes, o que causou Big Show a aceitar o desafio de Masters, que se recusou e fugiu.
No final de agosto, Masters começou uma rivalidade com Shawn Michaels, que culminou em uma luta de duplas entre ele e Carlito contra Michaels e Ric Flair, vencida por Masters após fazer Flair desistir. Masters passou a lutar em dupla com Carlito regularmente. Michaels competiu no "Master Lock Challenge" em 5 de setembro. Bravo com a resistência de Shawn, Masters soltou o movimento e atacou Michaels com uma cadeira, reaplicando o movimento, que ficou sem vencedor, os levou a uma luta no Unforgiven, que foi vencida por Michaels.
Masters, com Edge, foi um dos vários lutadores a invadir o SmackDown! como preparação para a luta entre o Raw e o SmackDown! no Survivor Series. Os dois atacaram Rey Mysterio, o que os levou a uma luta no Taboo Tuesday contra Mysterio e Matt Hardy. Edge não pôde participar, sendo substituído por Gene Snitsky. Masters e Snitsky perderam quando Mysterio fez o pinfall em Masters. No Survivor Series, Masters competiu em uma luta cinco-contra-cinco entre o Raw e o SmackDown.

#### Busca pelo WWE Championship (2005–2006)

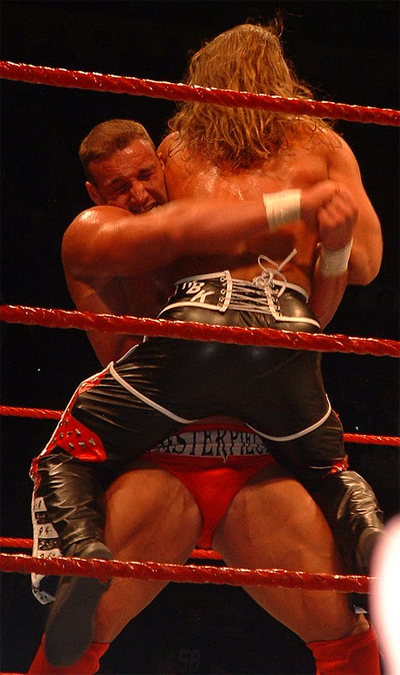
Chris Masters aplicando um bear hug em Shawn Michaels

Masters teve sua primeira luta pelo WWE Championship no Raw de 28 de novembro. Foi uma luta de submissão contra Kurt Angle e o campeão, John Cena. A ideia era que Masters e Angle poderiam vencer a luta, já que Cena não possuía, na época, um movimento de finalização envolvendo submissões. Semanas antes da luta, Masters atacou Cena, lhe aplicando o Master Lock e se tornando a primeira pessoa a deixar Cena inconsciente. Durante a luta, Masters foi atacado por Cena usando uma cadeira. John Cena venceu a luta ao fazer Masters desistir.
Masters foi o meirinho durante o julgamento do Gerente Geral Eric Bischoff no Raw de 5 de dezembro, com Vince McMahon como juíz. Em 12 de dezembro, Masters derrotou Viscera, ganhando uma vaga na Elimination Chamber pelo WWE Championship de John Cena no New Year's Revolution. No Raw de 26 de dezembro, Masters enfrentou Chavo Guerrero em uma luta Beat the Clock para escolher o último lutador a entrar na Elimination Chamber. Masters deveria derrotar Guerrero em cinco minutos e 56 segundos, que foi o tempo estipulado por Shawn Michaels ao derrotar Snitsky. Guerrero conseguiu conter Masters, que não conseguiu derrotar o tempo de Shawn. No New Year's Revolution, Masters foi eliminado da luta por Carlito. Em 9 de janeiro, após uma discussão com Carlito, os dois enfrentaram Michaels e Kurt Angle em uma luta de duplas. Durante a luta, Michaels abandonou Angle, que foi atacado por Masters, aplicando-lhe o Master Lock e vencendo a luta. Em 16 de janeiro, Masters desafiou Cena para que ele participasse de um Master Lock Challenge. Cena aceitou o desafio e quase venceu, antes de ser atacado por Edge, acabando com o segmento.
No Royal Rumble, Masters trabalhou com Carlito novamente, mas Carlito o eliminou da luta. No Raw de 6 de fevereiro, os dois entraram no Torneio Road to WrestleMania ("Estrada para o WrestleMania"), para determinar o desafiante pelo WWE Championship no WrestleMania 22. Na primeira fase do torneio, Masters trapaceou e derrotou Kane. No Raw da semana seguinte, Masters enfrentou Rob Van Dam na segunda fase do torneio, sendo derrotado e eliminado da competição. Após isso, Masters começou uma rivalidade com metade dos Campeões Mundiais de Duplas, Big Show. Em 28 de fevereiro, no Raw, Vince McMahon ofereceu um contrato à Marty Jannetty se ele beijasse seu traseiro. Quando Jannetty hesitou, McMahon mudou as condições, obrigando-o a participar de um "Master Lock Challenge". Masters deveria, com o movimento preso em Marty, fazê-lo beijar o traseiro de McMahon. O ex-parceiro de Jannetty, Shawn Michaels, atacou Masters, sendo atacado por Shane McMahon. Na semana seguinte, Vince recompensou Masters, lhe dando uma luta de duplas com Carlito no WrestleMania 22. No WrestleMania, os dois perderam para Big Show e Kane. Os dois discutiram após a luta, quebrando a dupla entre Carlito e Masters. No Raw seguinte, Masters e Carlito começaram uma rivalidade. Os dois se enfrentaram no Backlash, com Carlito saindo como vencedor.

#### Busca pelo Intercontinental Championship (2006–2007)
Masters buscaria o WWE Intercontinental Championship, mas deixaria a WWE por vários meses ao se juntar à reabilitação por seu vício em analgésicos. Antes de sair, Masters foi derrotado por Cena no Raw de 22 de maio. Ele voltou ao ringue na Ohio Valley Wrestling em 6 de agosto, mais magro. No Raw de 28 de agosto, Masters voltou à WWE, em uma luta contra Cena. Mais magro e agora com um bigode e cavanhaque, Masters passou a ser chamado por Jerry Lawler de "magro e malvado" Chris Masters. Logo, no entanto, Masters se barbeou e ganhou massa muscular. Ele começou uma rivalidade com Super Crazy. Os dois se enfrentariam, com outros quatro lutadores, em uma luta pelo Intercontinental Championship. Masters teve sua primeira vitória desde sua volta contra Lawler em 6 de novembro, no Raw, numa luta na qual Lawler foi obrigado a ser algemado nas cordas. Masters continuou sua rivalidade com Lawler, que perdeu um "Master Lock Challenge" antes de derrotar Masters em uma luta.

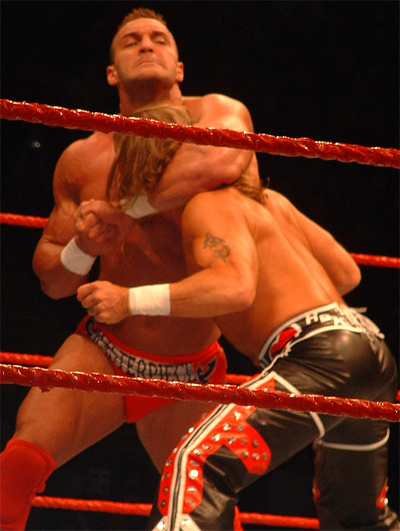
Chris Masters usando um headlock em Shawn Michaels

No Raw de 4 de dezembro, Jonathan Coachman marcou um "Master Lock Challenge" contra John Cena pelo WWE Championship. Cena enganou Masters e conseguiu realizar seu próprio Master Lock, derrotando Chris e se tornando a primeira pessoa a vencer o desafio. No início de 2007, Masters enfrentaria novamente Carlito, que foi derrotado no New Year's Revolution. Na noite seguinte, no Raw, Carlito foi o vencedor. Em 15 de janeiro, Ron Simmons quase venceu o "Master Lock Challenge" após uma interferência de Super Crazy. Em 26 de fevereiro, um "Master Lock Challenge" contra The Great Khali nunca aconteceu, já que Masters não conseguiu aplicar o movimento. O Campeão da ECW Bobby Lashley foi a primeira pessoa a quebrar o movimento, em 19 de março. after Masters debuted it more than two years ago.
Em maio e junho, Masters desafiou Santino Marella pelo Intercontinental Championship, sendo derrotado quatro vezes. No entanto, em 28 de maio, Masters derrotou Marella em um "Master Lock Challenge".

#### SmackDown! e demissão (2007)
Em 11 de junho, no Raw, Masters foi transferido para o SmackDown! durante o WWE Draft. No SmackDown!, Masters foi usado apenas esporadicamente, incluindo alguns "Master Lock Challenge"s. Ele começou uma rivalidade com Chuck Palumbo, que culminou em diversas lutas e um "Master Lock Challenge" que não aconteceu, já que Chris fugiu do ringue quando Palumbo percebeu que estava sendo enganado. Após isso, Masters foi suspenso por 30 dias ao falhar um teste de drogas. Masters retornou ao SmackDown! em 5 de outubro, aplicando o Master Lock em Palumbo. Masters deslocou o ombro durante sua última luta, o que o deixou afastado por quatro meses. Em 2 de novembro de 2007, Masters foi suspenso por 60 dias após falhar em um exame de drogas pela segunda vez. Seis dias depois, Mordetzky foi demitido da WWE, em 8 de novembro de 2007.

### Circuito independente (2007–2009)
Em 10 de dezembro de 2007, Mordetzky fez sua primeira aparição pós-WWE, competindo como Chris Moore para a Inoki Genome Federation, de Antonio Inoki, no evento Genome2: Inoki Fighting Xmas, no Japão, derrotando Ryuji Yanagisawa. Mordetzky também lutou sob o nome de Chris Masters na World League Wrestling de Harley Race em 29 de dezembro, em uma luta Lumberjack entre Branden Tatum e Dinn T. Moore. Tatum realizou o pinfall em Moore após Masters aplicou o Master Lock pelas costas do árbitro. Mordetzky ganhou o WLW Heavyweight Championship, seu primeiro título individual, em 9 de fevereiro de 2008, ao derrotar Keith Walker. Ele perdeu o título em 25 de maio, para Derek McQuinn. Em maio, notícias circularam, dizendo que Mordetzky havia assinado um contrato com a Nu-Wrestling Evolution.
Mordetzky lutou também na Austrália, aparecendo em 11 de abril de 2009 em Perth, em 17 de abril em Adelaide e, com Al Snow, no décimo aniversário da Australian Wrestling Federation, Psychotic Slam. Ele também apareceu na Nova Zelândia, pela New Zealand Wide Pro Wrestling em 23 de abril, em Lower Hutt. Mordetzy derrotou Adam Avalanche e Rufguts no evento Power Play 6.
Masters também competiu na Europa pela American Wrestling Rampage, e no Reino Unido pela Varsity Pro Wrestling.

### Retorno à World Wrestling Entertainment / WWE (2009–2011)

#### Raw; mocinho (2009–2010)

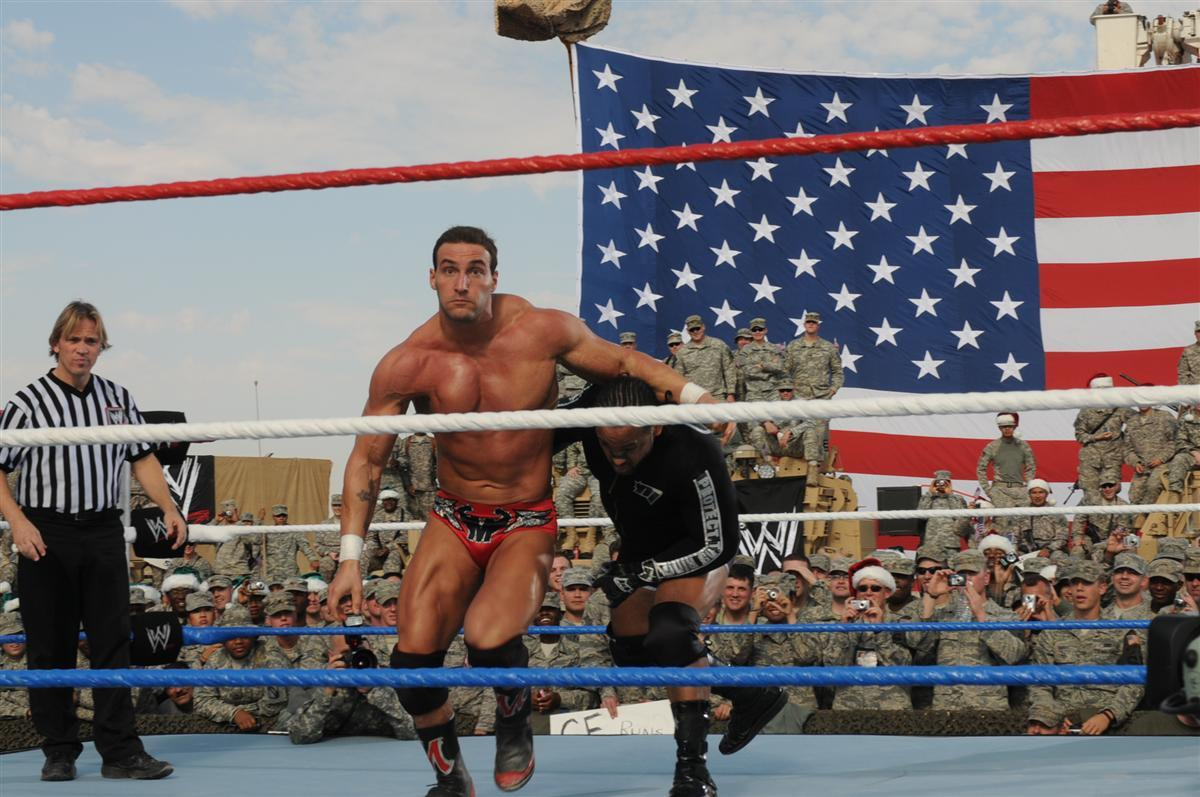
Chris Masters e MVP em dezembro de 2009

Mordetzky retornou à World Wrestling Entertainment (WWE) em 27 de julho de 2009. Mordetzky não usou o microfone e pouco se falou sobre sua ausência. Ele enfrentou Montel Vontavious Porter em uma luta que acabou com os dois sendo desqualificados por não voltarem ao ringue até a contagem de 10 do juiz, já que Masters aplicou seu Master Lock em MVP do lado de fora do ringue.
Em novembro de 2009, Masters começou a mudar seu personagem, ao entreter os fãs ao mexer o peitoral ao som de música. No Raw de 2 de novembro, Masters participou do Raw's Got Talent, um concurso de uma noite julgado por Ozzy Osbourne, Sharon Osbourne e The Great Khali, onde fez sua dança sob o som de "Crazy Train". Depois, ele impressionou as Bellas ao realizar a dança ao som de "Boom Boom Pow" do The Black Eyed Peas. No Raw de 7 de dezembro, Masters se tornou mocinho ao salvar Eve Torres e Hornswoggle de Chavo Guerrero, lhe aplicando o Master Lock. Graças a isso, Masters e Torres começaram um relacionamento.
Em 2010, Masters foi usado esporadicamente. Alguns críticos especularam que isso e a transformação de seu personagem em cômico significava que a WWE não queria publicidade negativa devido ao passado de drogas de Masters. Após o WrestleMania XXVI, Masters não lutou por 30 dias.

#### SmackDown e recorde de vitórias (2010–2011)
Masters foi transferido para o SmackDown em 26 de abril, no Draft Suplementar de 2010. Em sua primeira luta, derrotou Chavo Guerrero. Um mês depois derrotou Caylen Croft em um "Master Lock Challenge", mas foi atacado pelo parceiro de Croft, Trent Barreta. Na semana seguinte, Masters fez uma dupla com Montel Vontavious Porter, derrotando Croft e Barreta. Masters, então, perdeu para lutadores como Dolph Ziggler, Caylen Croft, Chavo Guerrero, Tyler Reks, Jack Swagger e Drew McIntyre no WWE Superstars. No SmackDown de 9 de setembro, Masters finalmente venceu uma luta novamente, ao lado de Kofi Kingston para derrotar Guerrero e Ziggler. Masters foi anunciado como um dos competidores da luta cinco-contra-cinco no Survivor Series como parte do time de Rey Mysterio, ao lado de Rey, Big Show, Kofi Kingston e Montel Vontavious Porter, enfrentando o time de Alberto Del Rio (Del Rio, Tyler Reks, Jack Swagger, Drew McIntyre e "Dashing" Cody Rhodes). Em 19 de novembro, Masters foi derrotado por Swagger. No Survivor Series, Masters foi eliminado da luta por Del Rio, mas seu time venceu. Masters começou 2011 com uma vitória sobre Curt Hawkins no WWE Superstars. Na semana seguinte, ele e JTG derrotaram Hawkins e Chavo. Ele derrotaria Hawkins novamente e em duas ocasiões Tyler Reks. Em 18 de março, no SmackDown, Masters foi derrotado depois de doze semanas de vitórias, por Swagger, sendo também atacado por Michael Cole após a luta.

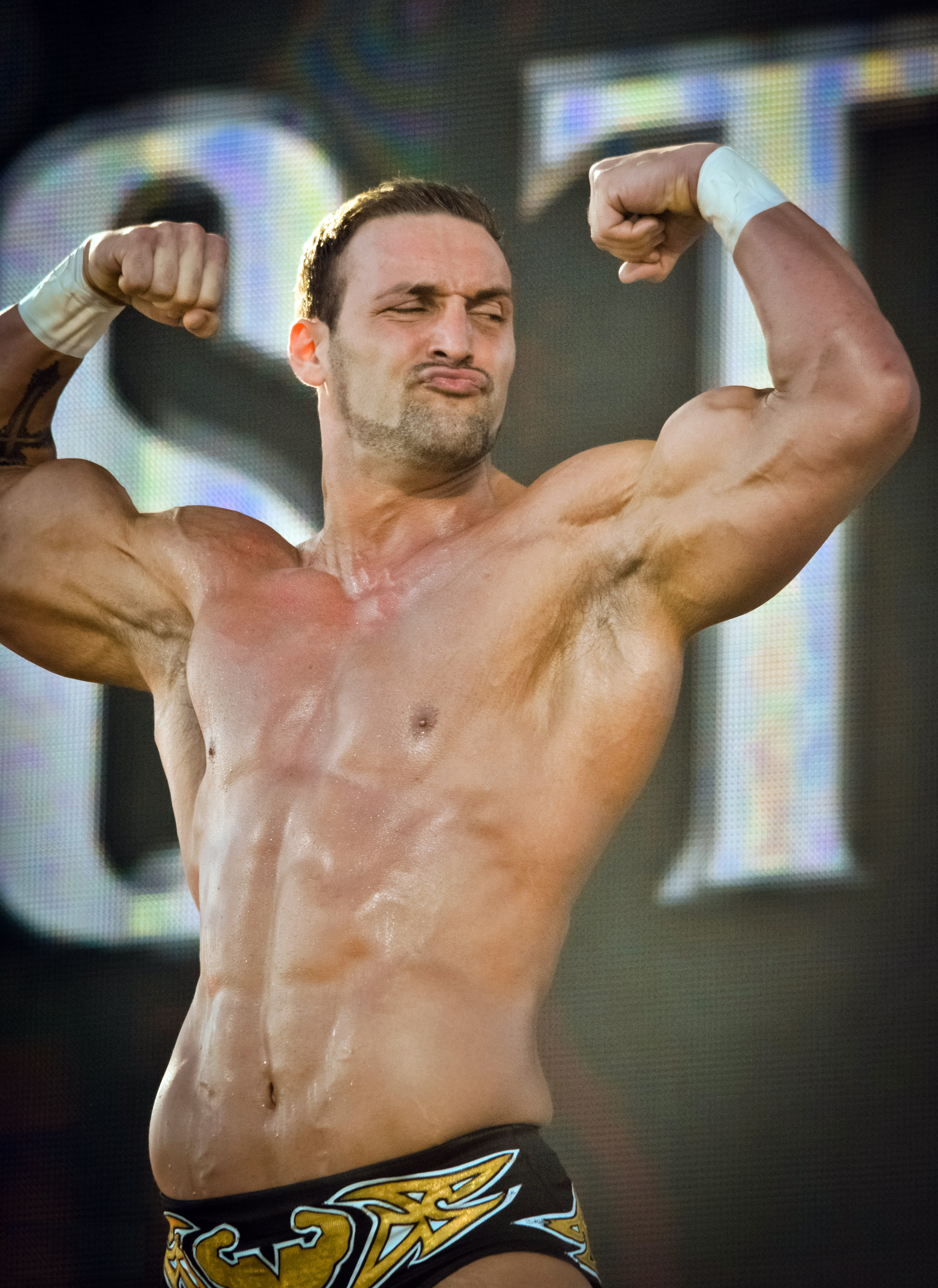
Masters no evento Tribute to the Troops em 2010

#### Retorno ao Raw e demissão (2011)
Em 26 de abril, Masters foi transferido de volta para o Raw durante o Draft Suplementar de 2011. Ele estreou pelo Raw duas semanas depois, derrotando Drew McIntyre no WWE Superstars. Masters foi demitido da WWE em 5 de agosto.

### Retorno ao circuito indepentente (2011-presente)
Em dezembro de 2011, Mordetzky se uniu à Ring Ka King, uma subsidiária indiana da Total Nonstop Action Wrestling, lutando sob o nome "American Adonis".
Na Ring Ka King, ele derrotou Roscoe Jackson, mas foi derrotado pelo indiano Mahabali Veera. Em dezembro de 2011, Mordetzky envolveu-se no Wrestling Retribution Project sob o nome "Concrete". Mordetzky apareceu na World Wrestling Fan Xperience (WWFX) Champions Showcase Tour nas Filipanas em 4 de fevereiro de 2012, lutando sob o nome Chris Master e derrotando MVP. Em abril de 2012, Mordetzky participou do evento Revolution da International Pro Wrestling: United Kingdom (IPW:UK) em Londres.
Em junho de 2012, Mordetzky foi derrotado por Robbie E em uma luta não-televisionada do Impact Wrestling (programa de televisão), além de lutar em companhias como Dutch Pro Wrestling (DPW), Fire Star Pro Wrestling, Big Time Wrestling (BTW), World Star Wrestling (WSW), Vendetta Pro Wrestling e House Of Hardcore (HOH). Em 26 de outubro de 2012, Mordetzky conquistou o Vendetta Pro Wrestling Heavyweight Championship de Chavo Guerrero.

## Vida pessoal
Mordetzky afirmou que Ultimate Warrior e Shawn Michaels eram seus lutadores favoritos em sua infância. Quando perguntado sobre como foi lutar com Michaels, Mordetzky respondeu: "Foi um sonho que se tornou realidade. É algo que eu levarei ao túmulo. Ele era meu ídolo na infância, eu o idolatrava e pude lutar contra ele em pay-per-views. Quantos pessoas conseguem isso? Quantas pessoas conseguem lutar com seus ídolos?"
John Cena afirmou, certa vez, que Chris Masters é competidor mais forte que já enfrentou em sua carreira. Mesmo que Masters nunca tivesse derrotado Cena em uma luta, ele o fez em uma queda-de-braço.
Mordetzky é bom amigo de Randy Orton, Carlito, e Rob Van Dam, aparecendo no programa de rádio de Van Dam, RVD-Radio, e em seu reality show, RVD-TV. Foi reportado que Vince McMahon apenas recontratou Masters em 2009 a pedido de Randy Orton.
Mordetzky é casado com Vesela Marinova.

## Outras mídias
Masters apareceu no segundo episódio da série Big Time Rush, da Nickelodeon, como ele mesmo. Ele também apareceu com seus então colegas de trabalho Caylen Croft, Curt Hawkins, Dolph Ziggler, JTG e Trent Barreta na quarta temporada do programa Silent Library, da MTV.

## No wrestling

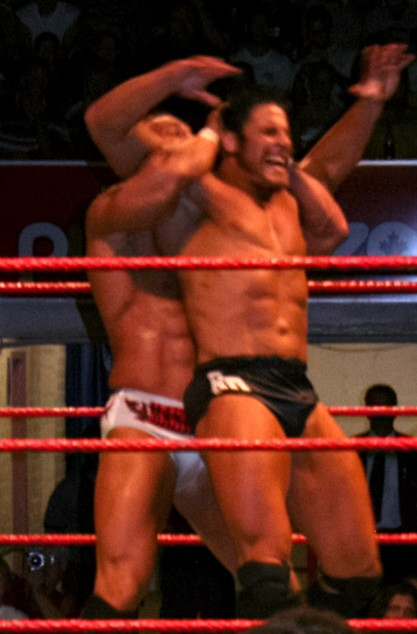
Masters aplicando o Master Lock em René Duprée

- Movimentos de finalização
  - Master Lock / Iron Cross[3][41] (Swinging full nelson) - 2005-presente
- Movimentos secundários
  - Clothesline[75][76]
  - Diving shoulder block[75][76][77]
  - Gorilla press slam[78][79]
  - Polish Hammer (Double axe handle blow) – 2005
  - Powerslam[76][78][79]
  - Samoan drop[76][77][80]
  - Spinebuster[75][76][80][81]
  - Vertical suplex powerslam[81]
- Managers
  - Sherri Martel
  - Beth Phoenix
  - Eve Torres
- Alcunhas
  - "The Living, Breathing Statue" ("A Estátua Viva")
  - "The Roman General" ("O General Romano")
  - "The Masterpiece" ("A Obra-Prima")[41]
- Temas de entrada
  - "Overdrive" por Joe Randall Loeffler e Gary Sieden Philip (2010-2011)

## Títulos e prêmios
- Ohio Valley Wrestling
  - OVW Southern Tag Team Championship (1 vez)[82] – com Brent Albright
- World League Wrestling
  - WLW Heavyweight Championship (1 vez)[83]
- Pro Wrestling Illustrated
  - PWI o colocou na #172ª posição dos 500 melhores lutadores individuais em 2010[84]